# Kózó Arai
Kózó Arai (* 24. říjen 1950) je bývalý japonský fotbalista.

## Klubová kariéra
Hrával za Furukawa Electric.

## Reprezentační kariéra
Kózó Arai odehrál za japonský národní tým v letech 1970–1977 celkem 47 reprezentačních utkání.

## Statistiky
| Japonsko | Japonsko | Japonsko |
| Roky     | Záp.     | Góly     |
| -------- | -------- | -------- |
| 1970     | 6        | 0        |
| 1971     | 4        | 0        |
| 1972     | 8        | 2        |
| 1973     | 5        | 0        |
| 1974     | 5        | 1        |
| 1975     | 3        | 1        |
| 1976     | 15       | 0        |
| 1977     | 1        | 0        |
| Celkem   | 47       | 4        |